# Catherine Keller
Catherine Keller, född 30 mars 1953 i Heidelberg, Västtyskland är teolog och professor vid Drew University i Madison, New Jersey, USA. Hon är professor i systematisk teologi och skriver om social rättvisa och naturens rättigheter.

## Utbildning
Keller avlade filosofie kandidatexamen vid Heidelbergs universitet i Västtyskland 1974 och teologie kandidatexamen vid Eden Theological Seminary i Saint Louis  delstaten Missouri 1977. Hon disputerade för filosofie doktorsgrad vid Claremont Graduate University i Los Angeles 1984.

## Verk
Keller kopplar kyrkohistoriens mystiker med modern vetenskap. Hon har ett genusperspektiv och arbetar tvärvetenskapligt mellan kontinental filosofi och ekofilosofi. Keller ger teologiska perspektiv som utmanar oss att tillsammans skapa en bättre värld.